# Mirandola
Mirandola é uma comuna italiana da região da Emília-Romanha, província de Modena, com cerca de 21.482 habitantes. Estende-se por uma área de 137 km², tendo uma densidade populacional de 157 hab/km². Faz fronteira com Bondeno (FE), Cavezzo, Concordia sulla Secchia, Finale Emilia, Medolla, Poggio Rusco (MN), San Felice sul Panaro, San Giovanni del Dosso (MN), San Possidonio, Sermide (MN).

## Demografia
| Variação demográfica do município entre 1861 e 2011                               |
|                                                                                   |
| Fonte: Istituto Nazionale di Statistica (ISTAT) - Elaboração gráfica da Wikipedia |

## Personagens célebres
- Giovanni Pico della Mirandola, erudito, filósofo neoplatônico e humanista do Renascimento italiano.